# Joseph Hall (Politiker)

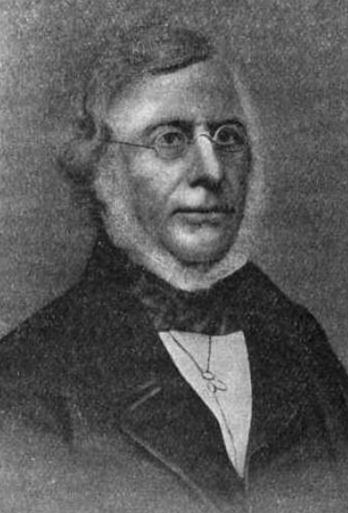
Joseph Hall

Joseph Hall (* 26. Juni 1793 in Methuen, Essex County, Massachusetts; † 31. Dezember 1859 in Boston, Massachusetts) war ein US-amerikanischer Politiker. Zwischen 1833 und 1837 vertrat er den Bundesstaat Maine im US-Repräsentantenhaus.

## Werdegang
Joseph Hall besuchte die öffentlichen Schulen seiner Heimat und dann die Andover Academy. Im Jahr 1809 zog er nach Camden, das damals noch zu Massachusetts gehörte, wo er erfolgreich im Handel tätig wurde. Während des Britisch-Amerikanischen Krieges von 1812 stieg er in der Miliz von Massachusetts vom Fähnrich bis zum Oberst auf. Im Jahr 1821 wurde Hall stellvertretender Polizeichef im Lincoln County. 1827 wurde er Polizeichef im neugeschaffenen Waldo County. Zwischen 1830 und 1833 war er Posthalter in Camden. Politisch war Hall ein Anhänger von Präsident Andrew Jackson. Er wurde Mitglied der von diesem gegründeten Demokratischen Partei.
1832 wurde er im sechsten Wahlbezirk von Maine in das US-Repräsentantenhaus in Washington, D.C. gewählt. Dort trat er am 4. März 1833 die Nachfolge von Leonard Jarvis an, der in den siebten Distrikt wechselte. Nach einer Wiederwahl im Jahr 1834 konnte Hall bis zum 3. März 1837 zwei Legislaturperioden im Kongress absolvieren. Diese waren von den heftigen Diskussionen um die Politik von Präsident Jackson bestimmt. Während seiner Zeit im Repräsentantenhaus war Hall Vorsitzender des Ausschusses zur Kontrolle der Ausgaben des Marineministeriums.
Nach dem Ende seiner Zeit im US-Repräsentantenhaus kehrte Hall nach Camden zurück. Dort war er in den Jahren 1837 und 1838 noch einmal Posthalter. Zwischen 1838 und 1846 war er bei der Bundeszollbehörde im Hafen von Boston angestellt. Danach war er dort bis 1849 als Navy Agent tätig. Im Jahr 1849 kandidierte Joseph Hall erfolglos für das Amt des Bürgermeisters der Stadt Boston. Anschließend erwarb er in Camden eine Farm, die er bis 1857 bewirtschaftete. Danach war er wieder bei der Zollverwaltung in Boston angestellt. In dieser Stadt ist er am 31. Dezember 1859 auch verstorben. Er wurde in Camden beigesetzt.